# پتر گریس
پتر گریس (آلمانی: Peter Griess؛ ۶ سپتامبر ۱۸۲۹ – ۳۰ اوت ۱۸۸۸) یک شیمی‌دان اهل آلمان بود.